# 肯普酸

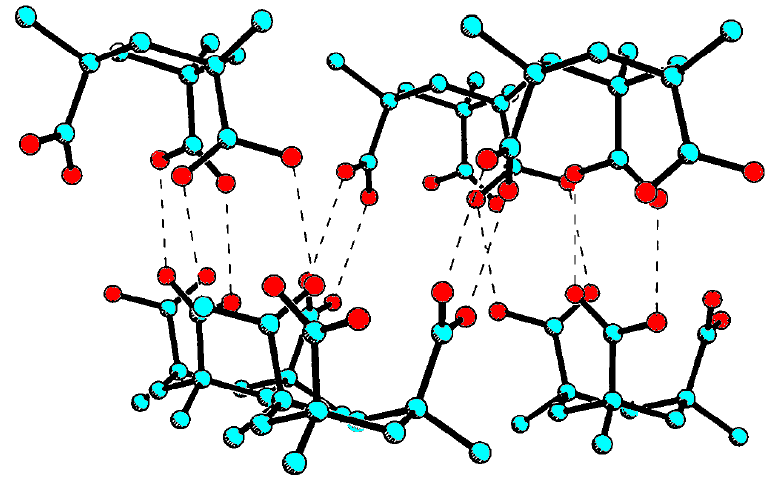
肯普酸的晶体结构

肯普酸（也称为肯普三酸）是一种有机化合物，分子式C12H18O6，属于环状三元羧酸，由美国化学家丹尼尔·S·肯普在1981年合成。